# Francesca Verunelli
Francesca Verunelli est une compositrice italienne née en 1979.

## Biographie
Francesca Verunelli naît le 24 avril 1979 à Pietrasanta, en Toscane, au sein d'une famille mélomane,.
Elle commence l'apprentissage de la musique à l'âge de trois ans, étudiant le piano avec Stefano Fiuzzi au conservatoire Luigi Cherubini de Florence. À l'âge de quatorze ans, elle entre en classe de composition de Rosario Mirigliano, qui sera son mentor entre 1993 et 2003, influençant durablement son parcours et sa pensée musicale,.
Francesca Verunelli se perfectionne ensuite à l’Académie de Sienne ainsi que dans la classe d’Azio Corghi à l’Académie Sainte-Cécile de Rome, entre 2004 et 2007,.
En 2007, sa pièce pour orchestre En mouvement (espace double) est créée par l'Orchestre national de Lorraine dirigé par Jacques Mercier (et obtiendra en 2010 un Lion d'argent à la Biennale de Venise). L'année suivante, RSVP est donnée par l'ensemble Aleph au Cinquième forum international des jeunes compositeurs.
En 2008, Verunelli intègre le Cursus de composition et d'informatique musicale de l'Ircam à Paris. À l'issue de sa formation, Interno rosso con figure pour accordéon et électronique et Play, pour ensemble et électronique, sont respectivement créés par Anthony Millet et l'Ensemble intercontemporain,.
La compositrice enchaîne ensuite les résidences. Elle est en 2011 à l'Ircam, en 2012 au GMEM-Centre national de création musicale de Marseille, à la Casa de Velázquez en 2015 et à la Villa Médicis (académie de France à Rome) en 2016,,.          
En 2020, elle est lauréate d'un prix Ernst-von-Siemens d'encouragement. En mai 2022, elle reçoit le 41e « Premio Abbiati della critica ».
Esthétiquement, Francesca Verunelli « s'intéresse particulièrement à la perception musicale, à l'expérience de l'écoute », et revendique utiliser « les sons pour écrire le temps et non le temps comme conteneur de sons ».
Elle s'inspire également de James Tenney et de l'école de la Just intonation en explorant un monde harmonique élargi et en interrogeant « les tempéraments inégaux, les finesses de la microtonalité, de même que la manière de les noter ».

## Œuvres
Parmi ses compositions, figurent notamment : 
- Interno rosso con figure pour accordéon et électronique, 2009[10] ;
- #3987 Magic Mauve pour percussions et électronique, 2012[10] ;
- Unfolding[7], quatuor à cordes avec électronique crée par le quatuor Arditti en mars 2012 à la biennale Musiques en scène de Lyon et repris au festival ManiFeste 2012 de l’Ircam[6] ;
- Graduale, disambiguation, créé par l’Orchestre symphonique de Lucerne, 2013[10] ;
- The Narrow Corner[11], suite de miniatures pour orchestre créée par l’Orchestre philharmonique de Radio France sous la direction de Susanna Mälkki en 2015[1] ;
- Cinemaolio[7], pour flûte, clarinette, piano, violon, alto et violoncelle, créé au festival ManiFeste 2015[1] ;
- Déshabillage impossible, créé dans le cadre du festival Présences par l’ensemble 2e2m, 2016[10] ;
- Man sitting at the piano, pour piano mécanique et flûte traversière, créé par Michael Schmid au festival de Donaueschingen en 2017[8] ;
- Piano (without the man) sitting, créé à Rome en 2017[8] ;
- Unfolding II, créé au festival des quatuors du Luberon par le quatuor Zaïde à l'été 2021[6] ;
- In bianco e nero, pour contrebasse, accordéon et électronique, créé au Centre Pompidou lors du festival ManiFeste 2022[1].

## Enregistrements
- Sur son site[12]
- Anne Montaron, « « The narrow Corner » de Francesca Verunelli (Diffusion intégrale) » [audio], sur France Musique, 15 février 2015.